# Adolf Schärf
Adolf Schärf (Nikolsburg, Zuid-Moravië 20 april 1890 - Wenen, 28 februari 1965) was een Oostenrijks politicus (SDAPÖ, SPÖ). Hij was vicekanselier van 1945 tot 1957 en aansluitend bondspresident van Oostenrijk, een ambt dat hij tot aan zijn dood in 1965 bekleedde.

## Biografie
Hij werd geboren in Nikolsburg, tegenwoordig Mikulov geheten en gelegen in de Tsjechische Republiek. Zijn vader was een arbeider. Sinds 1899 woonde het gezin in Wenen waar zijn vader werk had gevonden. Adolf Schärf bezocht het gymnasium in Hernals en dankzij een studiebeurs kon hij rechten studeren aan de Universiteit van Wenen. Kort voor het uitbreken van de Eerste Wereldoorlog (1914) promoveerde hij tot doctor in de rechten. Na het uitbreken van de oorlog nam hij als vrijwilliger dienst in het Oostenrijk-Hongaarse leger. Aan het einde van de oorlog bereikte hij de rang van luitenant der reserves.
Na het de oorlog en het ineenstorten van de Habsburgse monarchie deed Schärf zijn intrede in de politiek. Van 1918 tot 1933 was hij secretaris van de fractievoorzitters van de SDAPÖ. In 1933 werd hij lid van de Bondsraad, het hogerhuis van het parlement. Hoewel hij zich afzijdig hield van de paramilitaire organisatie (Republikanischer Schutzbund) van de sociaaldemocraten, werd hij tijdens de Februari-opstand in 1934 op last van de regering gearresteerd en enige maanden vastgezet. Na het neerslaan van de opstand, het verbod op de SDAPÖ en de instelling van de corporatieve en klerikaal-fascistische Standenstaat door bondskanselier Engelbert Dollfuss kwam er voorlopig een einde aan de politieke carrière van Schärf.
In 1936 vestigde hij zich als advocaat en opende een eigen praktijk. Na de Anschluss (Aansluiting) van Oostenrijk bij het Groot-Duitse Rijk in 1938 werd Schärf enige tijd gevangengezet. Na zijn vrijlating nam hij de advocatenpraktijk van Arnold Eisler, een voormalig politicus van de SDAPÖ die naar de Verenigde Staten van Amerika was gevlucht, over.
Tijdens de Tweede Wereldoorlog nam Schärf deel aan illegale activiteiten en onderhield contacten met de verzetsbeweging O5. Anders dan veel andere sociaaldemocraten was Schärf voorstander van het herstel van de onafhankelijkheid van Oostenrijk. Na het mislukken van de aanslag op Hitler op 20 juli 1944 werd Schärf opgepakt door de Gestapo en voor de duur van vijf weken gevangengezet.
Na de slag om Wenen, die in april 1945 plaatsvond, was Schärf betrokken bij de oprichting van de Sozialistische Partei Österreichs (SPÖ). Namens de SPÖ was Schärf op 27 april 1945 medeondertekenaar van de Oostenrijkse Onafhankelijkheidsverklaring. Op dezelfde dag werd hij als staatssecretaris opgenomen in de voorlopige staatsregering van Karl Renner. Bij de eerste naoorlogse verkiezingen van 1945 werd hij in de Nationale Raad (lagerhuis) gekozen. Van 20 december 1945 tot 20 mei 1957 was Schärf vicekanselier van Oostenrijk. Hij nam deel aan de kabinetten-Figl I, Figl II, Figl III, Raab I en Raab II. Daarnaast bekleedde hij de post van bondsvoorzitter van de SPÖ.

### Vicekanselier
Tijdens zijn periode als vicekanselier betoonde Schärf zich een niet al te warm voorstander van het teruggeven van de onteigende bezittingen aan de Joden die zij tijdens de nazi-dictatuur waren kwijtgeraakt. Evenmin liep hij warm voor de terugkeer van uitgeweken Oostenrijkers van Joodse afkomst. Schärf, die wist dat politieke tegenstanders in het verleden de sociaaldemocratische partij als een "Judenpartei" stigmatiseerden, wilde het aandeel Joodse partijleden beperken. Zo was hij gekant tegen de terugkeer van de Jood Bruno Kreisky in de Oostenrijkse politiek. Algemeen wordt echter aangenomen dat Schärf puur handelde uit politieke i.p.v. antisemitische motieven.
Schärf was voor de goede orde bereid om met de communisten samen te werken, maar wees een zogenaamd volksfront met de KPÖ van de hand. Hij had dan ook geen enkel bezwaar toen de communisten in 1947 de bondsregering verlieten. Hij bleek wel bereid om het rechts-nationalistische Verband der Unabhängigen (VdU) te ondersteunen. Hij koesterde weinig tot geen sympathie voor de VdU maar zag in het steunen van deze partij de mogelijkheid om het burgerlijke kamp, dat tot dan toe werd gedomineerd door de ÖVP, te verdelen. Een verzwakt burgerlijk kamp zou de positie van de SPÖ versterken en bij aankomende verkiezingen misschien wel de grootste partij van het land maken. Bij de parlementsverkiezingen van 1949 bleek de tactiek van Schärf zich echter niet te vertalen in een versterking van de positie van de SPÖ.

### Bondspresident

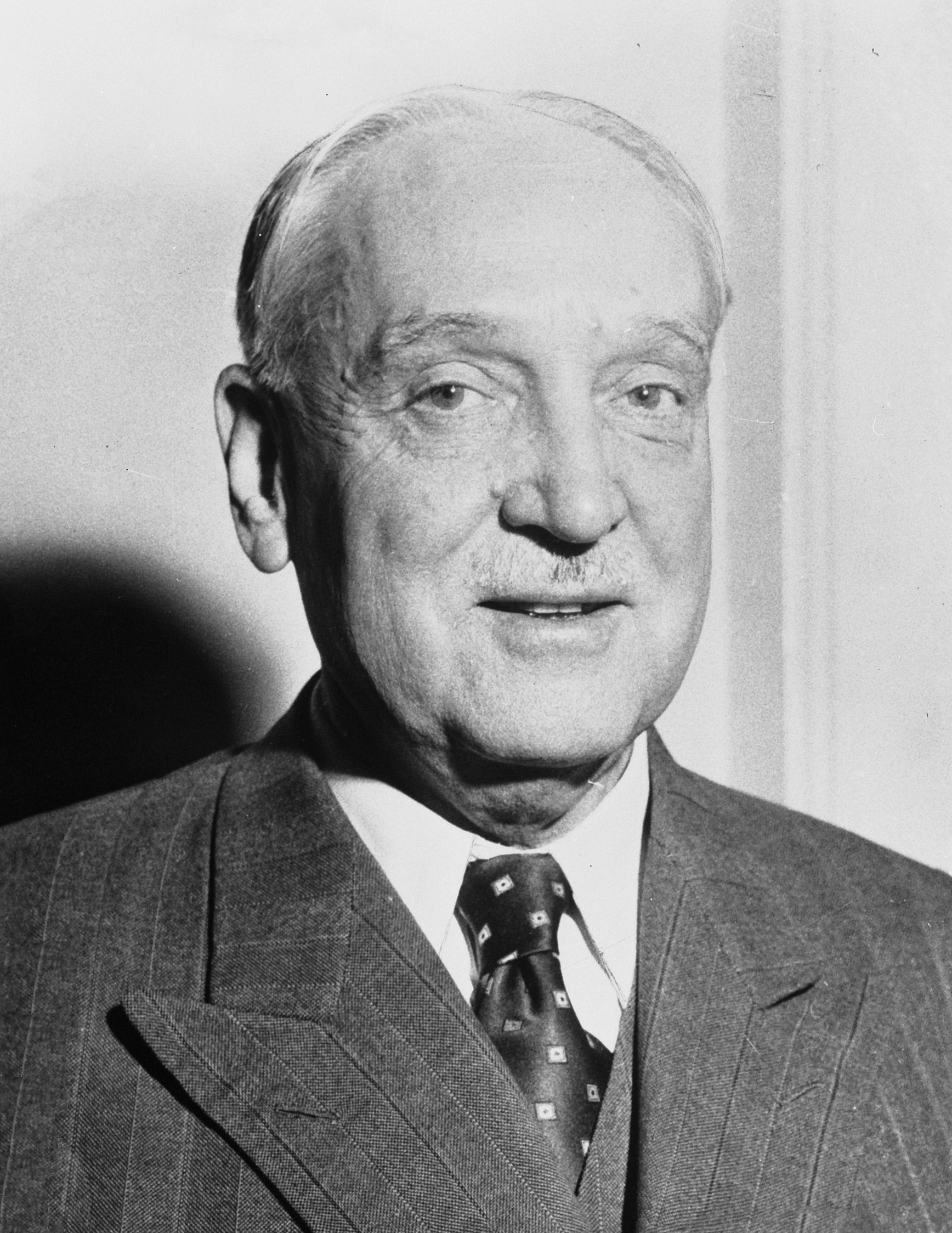
Adolf Schärf

Op 5 mei 1957 werd Schärf als opvolger van Theodor Körner tot bondspresident van Oostenrijk gekozen. Op 22 mei werd hij als bondspresident beëdigd. Tijdens zijn ambtstermijn ontving hij in juni 1961 de Amerikaanse president John F. Kennedy en de leider van de Sovjet-Unie Nikita Chroesjtsjov tijdens de Conferentie van Wenen. De conferentie was een poging om voor ontspanning te zorgen tussen Oost en West. Oostenrijk was als neutrale staat een uitermate geschikt gastland.
In 1963 werd Schärf als president herkozen. Hij zou zijn tweede ambtstermijn echter niet vol maken: Schärf overleed op 28 februari 1965 midden tijdens zijn tweede periode als president.

## Familie
Schärf trouwde in 1915 met Hilda Hammer (1886-1957). Uit dit huwelijk kwamen een zoon en een dochter voort. De zoon, Reinhold, sneuvelde als Wehrmachtsoldaat aan het Oostfront.